# Atrichops morimotoi
Atrichops morimotoi är en tvåvingeart som först beskrevs av Akira Nagatomi 1953.  Atrichops morimotoi ingår i släktet Atrichops och familjen bäckflugor. Inga underarter finns listade i Catalogue of Life.